# Tauernhaus Spital
Das Tauernhaus Spital liegt am Saumpfad über den Felber Tauern, einem der alten Übergänge über die Hohen Tauern, im Felbertal südlich von Mittersill auf 1174 m ü. A. Höhe zwischen der Schößwendklamm und dem Hintersee. Seit 2025 steht das Tauernhaus unter Denkmalschutz (Listeneintrag).

## Geschichte
Das Tauernhaus Spital war ursprünglich eine Schwaige und ist eines von vier Tauernhäusern im Gemeindegebiet von Mittersill auf der Nordseite des Felber Tauern. Allein die Anzahl der Tauernhäuser belegt die Bedeutung, welche dieser Übergang einst für die Region hatte. Dieser Weg verband den Pinzgau mit den südlich des Alpenhauptkammes gelegenen Salzburger Herrschaften, insbesondere mit dem Gericht Windisch-Matrei. Gemeinsam mit dem Tauernhaus Schößwend erhielt das Tauernhaus Spital jeweils die höchste Provisionsleistung (Zuteilung der Hofkammer) als Entgelt für die vielfältigen Verpflichtungen, während das Tauernhaus Reut und das Tauernhaus Rain geringere Provisionen und weniger Pflichten hatten. Lediglich im Jahr 1940 wurde an Spital eine höhere Provision geleistet als an Schößwend.

Das Tauernhaus Spital wurde 1247 erstmals urkundlich erwähnt und ist damit erheblich älter als das ebenso bedeutsame Matreier Tauernhaus (seit 1562) auf der anderen Seite des Felber Tauern. Es ist seit 1870 in Familienbesitz und wird derzeit von der fünften Generation der Mittersiller Familie Hochfilzer geführt.
Die letzte große bauliche Veränderung des Hauses fand 1598 statt, viele Einrichtungs- und Gebrauchsgegenstände sind aus dieser Zeit erhalten geblieben.

## Provisionen(Zuteilung der Hofkammer)und Verpflichtungen
Das Tauernhaus Spital erhielt gleich wie das Tauernhaus Schößwend, 72 Metzen Getreide (je neun Metzen Bohnen und Roggen, 18 Metzen Gerste und 36 Metzen Hafer), während das Tauernhaus Rain und das Tauernhaus Reut nur je sechs Metzen Hafer an Provision erhielten. Die Höhe der Provision, die auch grundbuchlich abgesichert war, weist auf die Bedeutung dieses Tauernhauses hin.  Während Reut und Rain nur Hilfsdienste bei der Suche und Bergung von Verirrten und Verunglückten zu leisten hatten, nicht jedoch für deren Unterkunft und Verpflegung aufzukommen hatten, werden Ende des 15. Jahrhunderts als Verpflichtungen, welche die Tauernhäuser Spital und Schößwend mit dem Erhalt der Provision eingingen, in einem Urbar aufgezählt:
„Darumb sullen Sy (die ´Schwaiger in der Velben`) den armen Lewtn, dy nit Zerung haben, noch lon vermügn, über den Velber Tawrn helffen und durch gots und der pfründ willn ze essen gebn. Sy sullen auch den Tawrn mit Zaigern und anderer Notdurft bewaren. Ir ettlich sollten auch am abend innen auf den ängern underm Tawrn schrein oder plasn, Ob yemand obn am Tawrn wär, sich verspatt oder vergangen hiet, daz Sy dem herab hülffen, damit sölh arm Volkh am Tawrn nit vergee oder verderb“.
Diese Verpflichtungen verursachten nicht selten höhere Kosten, als die Provisionen abdeckten. Wegen „schlechter Wirtschaftsführung“ wurde im 16. Jahrhundert das Schankrecht (Tavernrecht), das ursprünglich dem Tauernhaus Spital zu eigen war, auf das Tauernhaus Schößwend übertragen. Aber bereits im Jahr 1611 verlor Schößwend das Tavernrecht wieder an Spital. Als in der zweiten Hälfte des 18. Jahrhunderts die Hofkammer versuchte, die Provisionen der Tauernhäuser im Felbertal abzuschaffen, wehrten sich die Besitzer der Tauernhäuser erfolgreich dagegen. Ihr wichtigstes Argument war die Wegerhaltung, die aufgrund von Unwetter, Muren- und Lawinenabgängen besonders aufwändig war. Die Pfründe wurde in Folge der Einwände in alter Höhe belassen. Die Änderung wäre wegen der grundbücherlichen Absicherung ohnehin nur schwer durchführbar gewesen. In der Folge blieben bis 1848 Provisionen und Verpflichtungen gleich. Die Aufhebung der Grundherrschaft und die Einziehung sämtlicher Naturaldeputate 1848/1849 brachte auch die Tauernhäuser in ökonomische Schieflage. Nach schwierigen Verhandlungen des Innenministeriums, dem die Sicherung dieses Tauernüberganges ein großes Anliegen war, wurde im Nachhinein für die Jahre 1850 und 1851 eine Geldleistung ausbezahlt und ab 1852 die Umwandlung der Naturalleistungen in Geldleistungen beschlossen. Gleichzeitig wurden die damit verbundenen Verpflichtungen der Tauernhäuser neu formuliert:
„… die Offen- und Erhaltung der Tauernwege, die Aufstellung der Schneestangen und Steinpyramiden, der sogenannten Steinmandeln oder Dauben, als Wegweiser, die Offenhaltung des Tauernhauses für jeden Fremden, die Begleitung armer Reisender und die Verabreichung von Kost und Obdach an sie, das Aufsuchen, dann die Rettung, Labung und Erquickung von Verirrten und Verunglückten, schließlich der Transport der Leichen der auf dem Tauern Zugrundegegangenen zur nächsten Pfarre“.
Erneut erhielten Spital und Schößwend die höchsten Geldleistungen. 1920 betrug die Höhe der Zahlung inflationsbedingt je 600 Kronen, während Reut und Rain nur je 60 Kronen bekamen. Auch in der ersten Republik wurden an die beiden Haupttauernhäuser noch Zahlungen geleistet, während Reut und Rain nicht mehr als begünstigt aufschienen und somit auch von ihren Verpflichtungen gelöst waren. In der Zeit des Nationalsozialismus ab 1938 wurden an Spital und Schößwend noch Provisionszahlungen gelistet. 1940 erhielt Spital 90 Reichsmark, während Schößwend 45 Reichsmark bekam. In den Folgejahren kamen die zwar genehmigten Zahlungen wegen der Kriegswirtschaft zum Erliegen. Nach dem Krieg endete die Tradition der Tauernhausprovisionen völlig.

## Aktuell
Zurzeit ist der Gastbetrieb geschlossen, das Haus wird von der WBH – Wolfram Bergbau und Hütten AG genutzt.